# Lyophyllum
Lyophyllum P. Karst. (kępkowiec) – rodzaj grzybów należący do rodziny kępkowcowatych (Lyophyllaceae).

## Charakterystyka
Grzyby saprotroficzne rosnące w charakterystycznych kępach na ziemi. Kapelusze nagie, suche Blaszki białe lub białawe. Miąższ często elastyczny, niekiedy czerwieniejący, siniejący lub czerniejący. Wysyp zarodników biały, nieamyloidalny. Zarodniki okrągławe, eliptyczne, rzadko trójkątne, gładkie do szorstkich, bez pory rostkowej, trama blaszek regularna (strzępki biegną równolegle).

## Systematyka i nazewnictwo
Pozycja w klasyfikacji według Index Fungorum: Lyophyllaceae, Agaricales, Agaricomycetidae, Agaricomycetes, Agaricomycotina, Basidiomycota, Fungi.
Nazwę polską podał Władysław Wojewoda w 2003 r. W polskim piśmiennictwie mykologicznym gatunek ten opisywany był też jako podblaszek lub popielatek. Synonim naukowy Gerhardtia Bon.
We wcześniejszych rodzaje ten zaliczany był do rodziny gąskowatych (Tricholomataceae).
Gatunki występujące w Polsce:
- Lyophyllum connatum (Schumach.) Singer – kępkowiec białawy
- Lyophyllum deliberatum (Britzelm.) Kreisel – kępkowiec romboidalnozarodnikowy
- Lyophyllum fumescens (Peck) Clémençon 1982[6]
- Lyophyllum fumosum (Pers.) P.D. Orton – kępkowiec ciemnoszary
- Lyophyllum loricatum (Fr.) Kühner ex Kalamees – kępkowiec żeberkowano-żyłkowany
- Lyophyllum paelochroum Clémençon – kępkowiec ziemistomączysty
- Lyophyllum semitale (Fr.) Kühner ex Kalamees – kępkowiec czerniejącoblaszkowy
- Lyophyllum transforme (Sacc.) Singer – kępkowiec trójkątnozarodnikowy

Nazwy naukowe na podstawie Index Fungorum. Wykaz gatunków i nazwy polskie według Władysława Wojewody i innych.

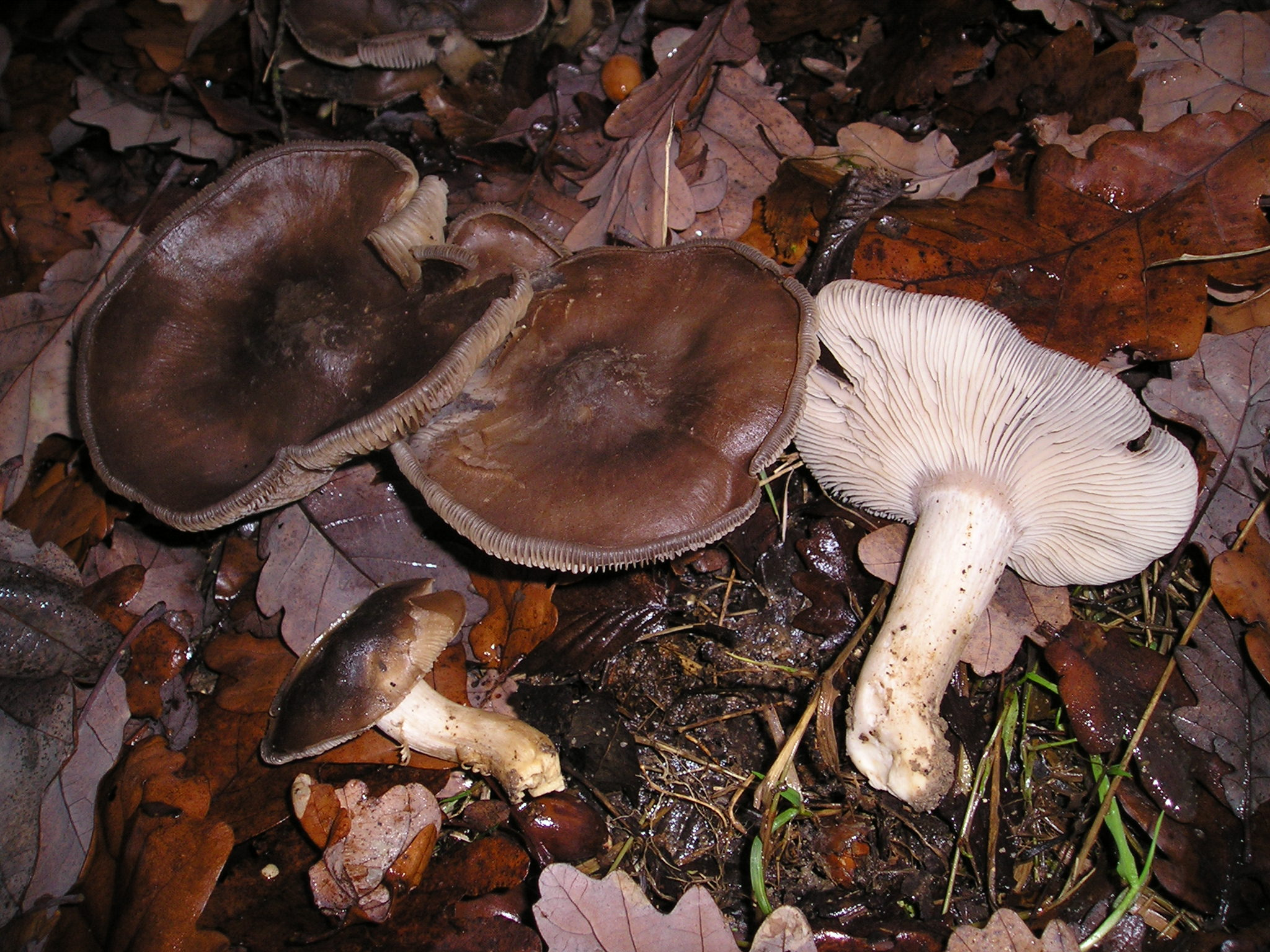
Kępkowiec ciemnoszary
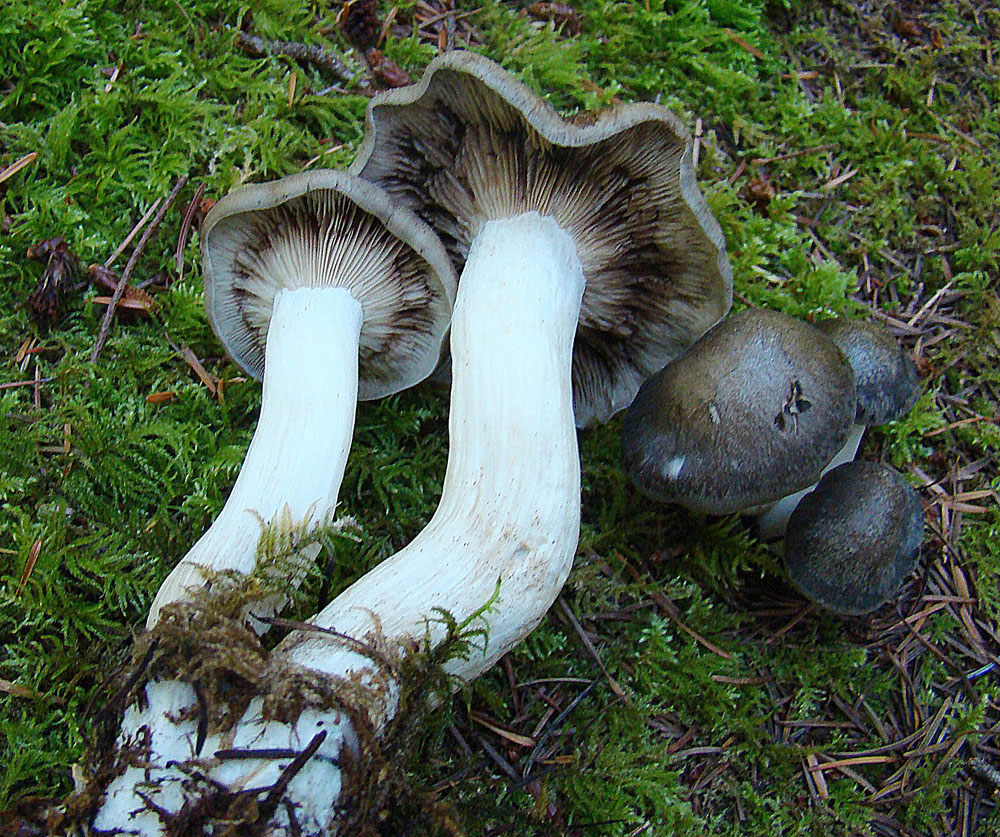
Kępkowiec czerniejącoblaszkowy
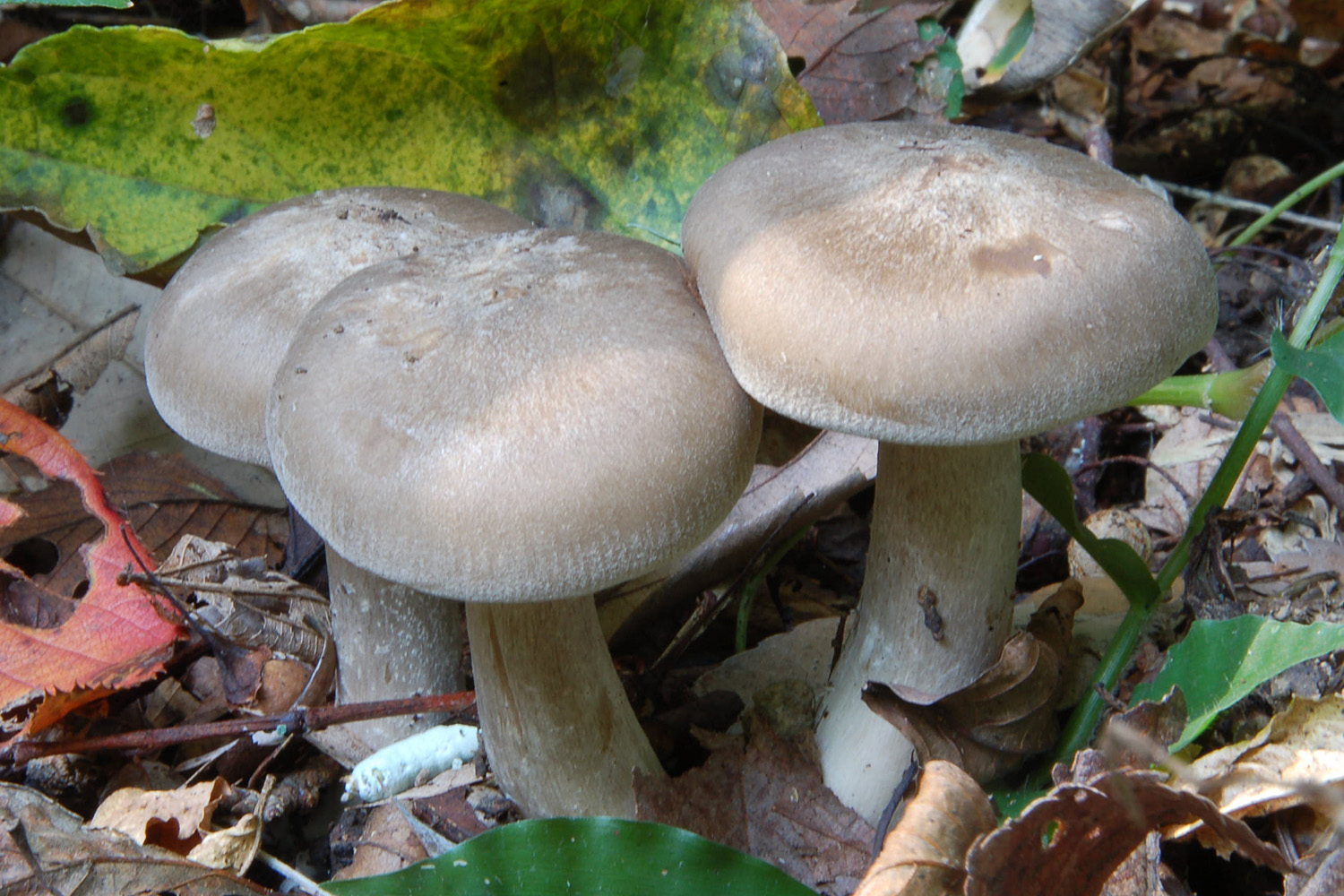
Kępkowiec jasnobrązowy
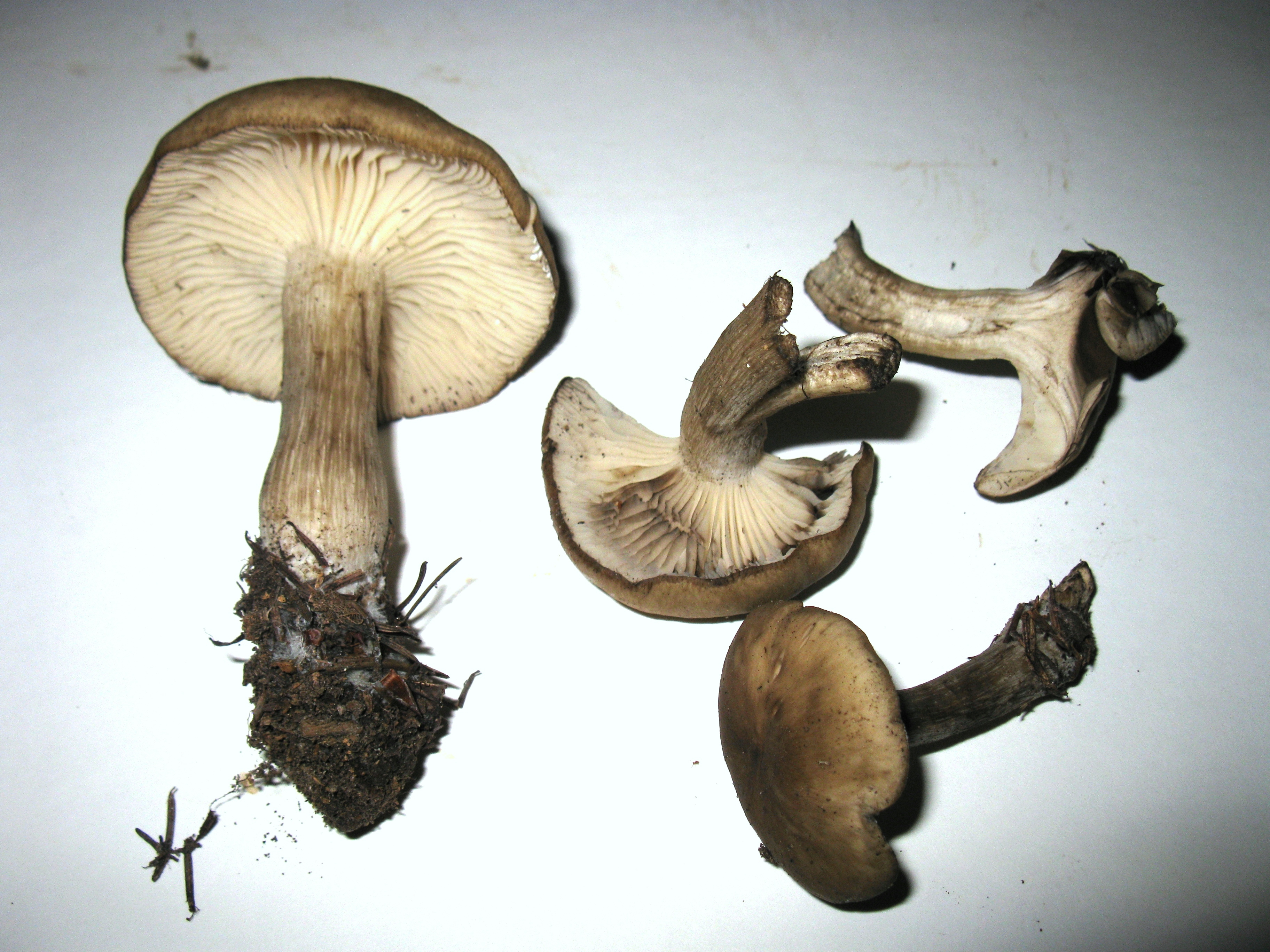
Kępkowiec romboidalnozarodnikowy
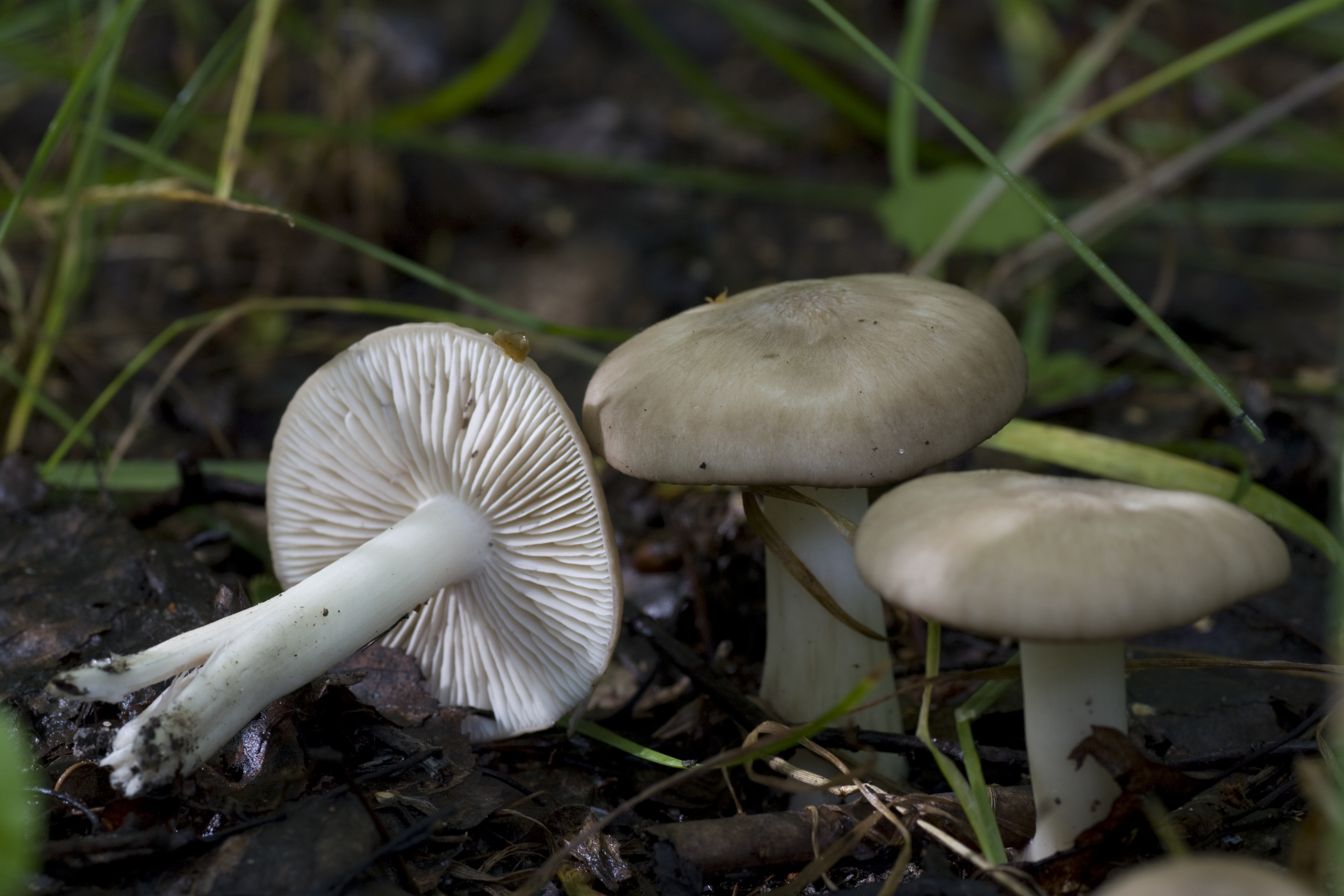
Kępkowiec ziemistomączysty
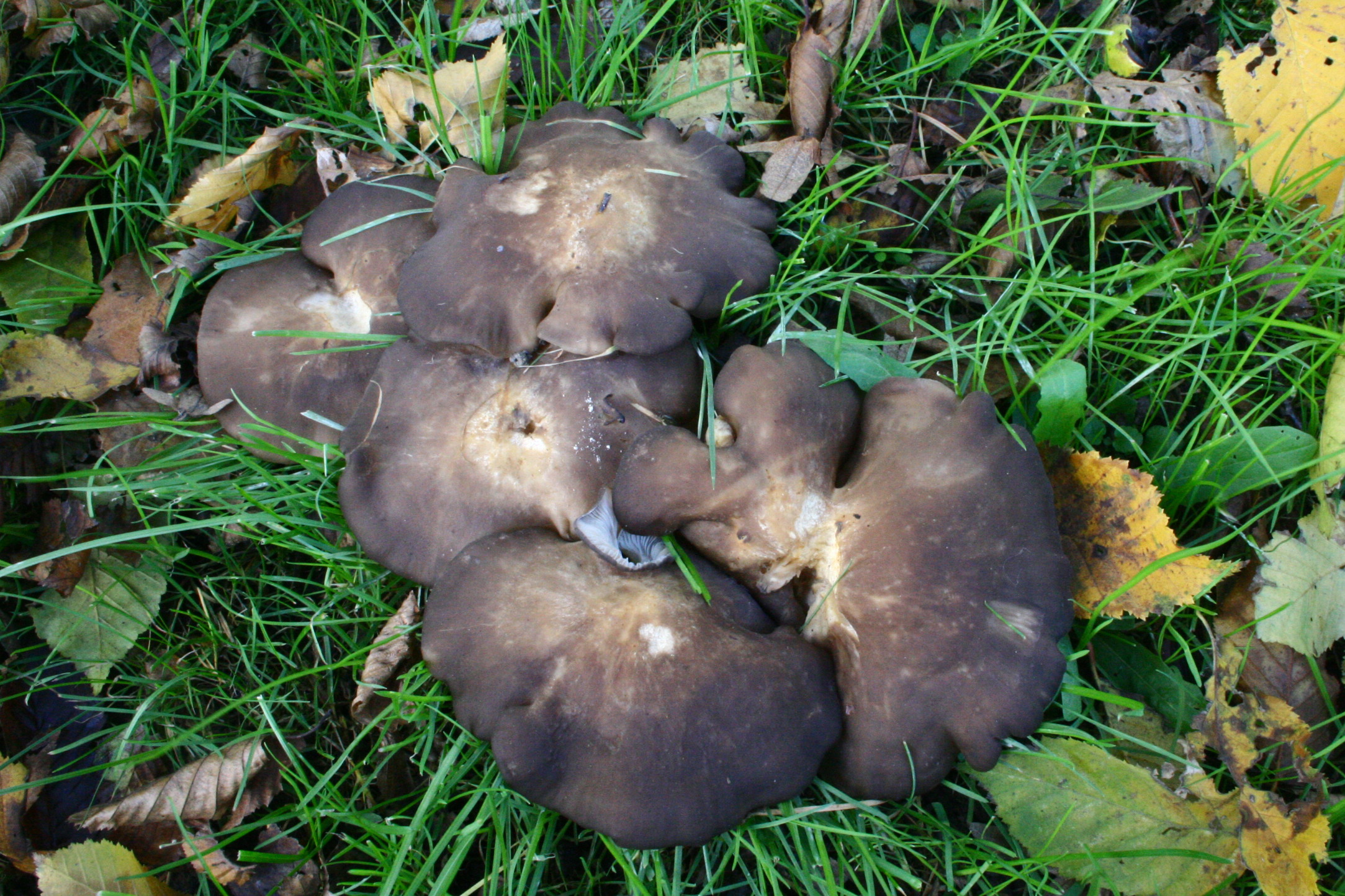
Kępkowiec żeberkowano-żyłkowany